# Nacionalni park Iguazú
Nacionalni park Iguazú (šp.: Parque Nacional Iguaçu) je nacionalni park u sjeverozapadnom dijelu argentinske pokrajine Misiones, unutar graničnog trokuta između Argentine, Paragvaja i Brazila; 17 km uzvodno od mjesta gdje se spajaju rijeke Paraná i Iguazú. Na jugu graniči s brazilskim nacionalnim parkom Iguaçu. Oba imena su izvedena iz jezika naroda Guaraní i njihove riječi za "veliku vodu". 
Od 1984. godine upisan je na UNESCO-ovu popisu mjesta svjetske baštine jer se u njemu nalazi jedan od najvećih i najdomljivijih slapova na svijetu, slapovi Iguazu koji čine granicu s Brazilom. Njegovi do 80 m visoki brojni slapovi i kaskade koje se pružaju s bazaltne stijene u polukrugu od 2700 metara su jedan od najspektakularnijih slapova na svijetu.  Broj slapov varira od 150 do 300, ovisno o vodostaju rijeke Iguazú. Također, u njegovoj raskošnoj vegetaciji, nastaloj zahvaljujući bogatim oblacima vode sa slapova, obitavaju i mnoge vrste biljaka i životinja, kao što su: tapiri, urlikavci, oceloti, jaguari i kajmani, ali i ugrožene divovske vidre i divovski mravojedi.

## Povijest
Ovo područje su još prije 10.000 godina naselili lovci-sakupljači kulture Eldoradense koje su oko 1000. godine zamijenili poljoprivrednici, narod Guaraní. Njih su u 16. stoljeću osvojili španjolski i portugalski konkvistadori. Prvi europljanin koji je istražio ovo područje bio je Álvar Núñez Cabeza de Vaca 1542. godine, a isusovci su ovdje osnovali misiju 1609. godine. Upravo su isusovačke misije Guarana ovoj argentinskoj pokrajini dale ime, Misiones.
Nacionalni park Iguazú je utemeljen 1934. godine i pokriva površinu od 55,000 ha, što ga čini jednim od najvećih zaštićenih područja Južne Amerike.

## Bioraznolikost
Oko slapova Iguazú nalazi se atlantska šuma područja Alto Paraná (koja pokriva 90% parka) s više od 2000 biljnih vrsta, među kojima dominiraju paprati, lijane i epifitne biljke (u donjim dijelovima); te brazilski bor, assai palma, divlja kokosova palma i lovor imbuya (Ocotea porosa) na višim dijelovima. U Parku žive brojne divlje životinje kao što su: vidre, mravojedi, tapiri, jaguari, jaguarundi, pume, oceloti, pekariji i krokodili, dok se od ptica mogu pronaći ugrožene tinamuovke, harpija, Aburria jacutinga, tirkizna ara (Anodorhynchus glaucus) i papige amazonke.
- Slap Iguazú iz svemira
- Nacionalni park Iguazú iz zraka
- Katarakti slapova
- Šetnica ispod slapova
- Bijela čaplja Ardea alba isod slapa Iguazú

## Vajske poveznice
- službene stranice
- World Heritage Site  Arhivirana inačica izvorne stranice od 4. prosinca 2012. (Wayback Machine) (engl.)
- Informacije i smještaj parka  Arhivirana inačica izvorne stranice od 11. ožujka 2007. (Wayback Machine) (engl.)

### Ostali projekti
|  | Zajednički poslužitelj ima još gradiva o temi Nacionalni park Iguazú |